# デュロキセチン
デュロキセチン（Duloxetine）は、セロトニン・ノルアドレナリン再取り込み阻害薬（SNRI）と呼ばれる抗うつ薬の一つである。日本では2010年からサインバルタの商品名で知られる。薬機法における劇薬である。
日本での適応は、うつ病・うつ状態に加え、糖尿病性神経障害・線維筋痛症・慢性腰痛症に伴う疼痛・変形性関節症に伴う疼痛である。機能性ディスペプシアの症状に効果があるとする医師も多い。

## 開発
フルオキセチン（プロザック）の開発にも携わった、イーライリリーによって1980年代後半に合成され、1988年に開発がスタートした。
しかし、1996年に第III相試験に入らないことを決定したイーライリリー社は開発から退き、日本での塩野義製薬の単独開発が始まり、その成果を見たイーライリリー社は1999年に再開発を始め、2001年にFDAに申請、2004年4月に承認された。2012年現在、日本をはじめ95カ国で承認されている。
日本では2010年4月にデュロキセチン塩酸塩(Duloxetine HCl)として、イーライリリーおよび塩野義製薬からサインバルタの商品名で薬価収載されている。

## 効能・効果

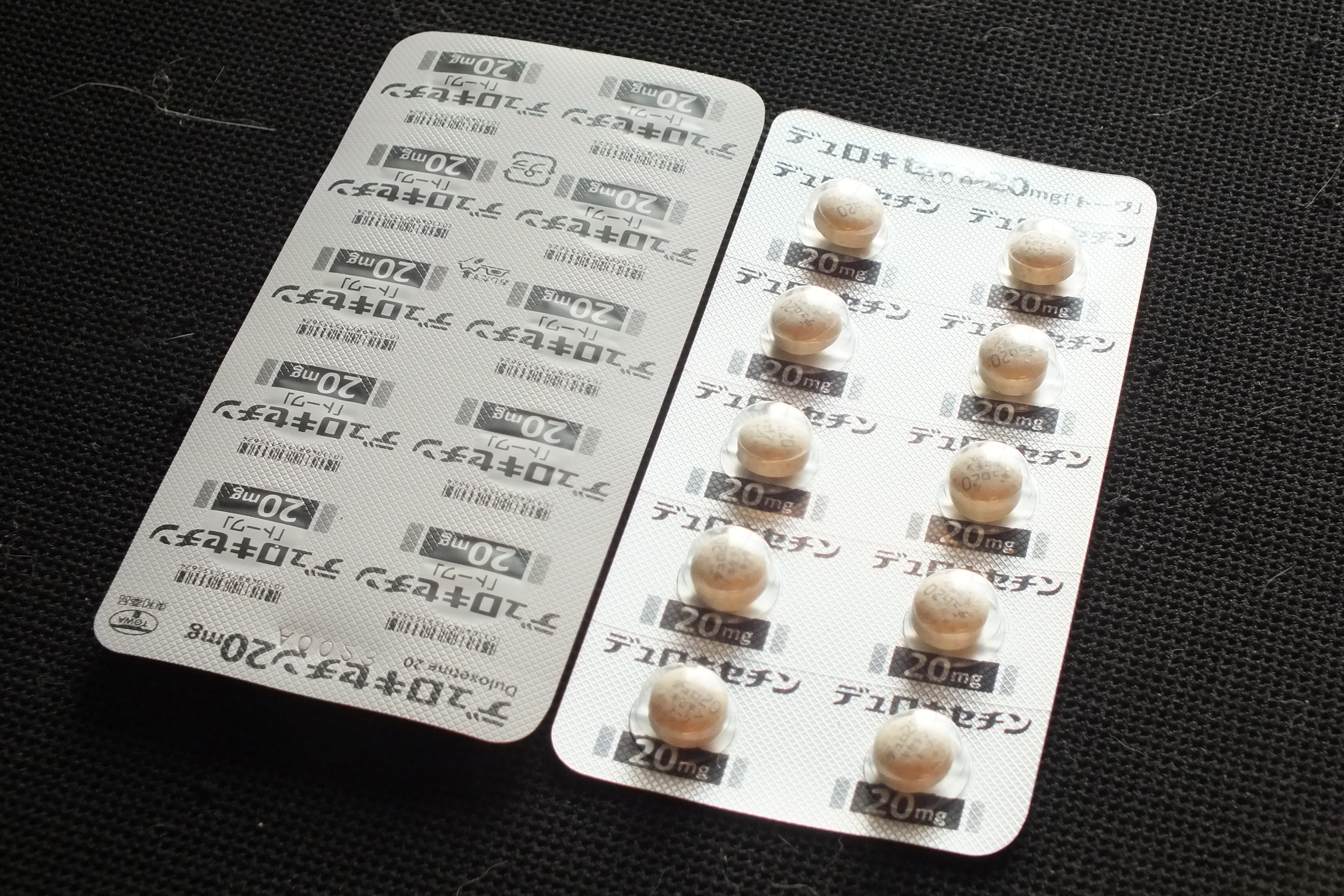
デュロキセチン20mg（東和薬品後発薬）

### 日本
日本において、デュロキセチン（商品名：サインバルタ）は以下の順に効能・効果の適応が承認され、保険適用（薬価収載）されている。
- 2010年1月20日：「うつ病・うつ状態」として製造販売承認を取得した[3]。
- 2012年2月22日：「糖尿病性神経障害に伴う疼痛」が適応に追加された[4]。
- 2015年5月26日：「線維筋痛症に伴う疼痛」が適応に追加された[5]。
- 2016年3月18日：「慢性腰痛症に伴う疼痛」が適応に追加された[6]。
- 2016年12月19日：「変形性関節症に伴う疼痛」が適応に追加された[6]。

### アメリカ ・ヨーロッパ
アメリカ合衆国では、糖尿病性ニューロパチー、線維筋痛症、全般性不安障害に適応があり、ヨーロッパでは、腹圧性尿失禁、糖尿病性ニューロパチー、全般性不安障害に適応がある。

## 薬理
| レセプター/トランスポーター | Ki (nM) |
| --------------------------- | ------- |
| セロトニン                  | 0.7~0.8 |
| ノルエピネフリン            | 7.5     |
| ドーパミン                  | 240     |
| 5-HT2A                      | 504     |
| 5-HT2C                      | 916     |
| 5-HT6                       | 419     |

デュロキセチンは既存のSNRI（ミルナシプラン、ベンラファキシン）と同様にセロトニン(5-HT)およびノルアドレナリン(NA)の再取り込みを阻害し、シナプス間隙、細胞外の5-HTとNAの濃度を上昇させる。SNRIでも既存のSNRIと比べ、5-HTおよびNA再取り込み阻害作用が強く、ドーパミン(DA)再取り込み阻害作用はほとんどない。特徴としても、各神経物質受容体に対しての親和性が低く、抗コリン作用やα1拮抗作用による心毒性が少ないとされる。これらと5-HT, NA再取り込み作用の機序から、副作用を抑えた三環系抗うつ薬と見ることができる。
また、前頭前皮質におけるDAの濃度が上昇する。これは、前頭前皮質にDAトランスポーターの分布が少なく、そのためNAトランスポーターを介して前シナプス終末部に取り込まれる。しかし、デュロキセチンはNAトランスポーターを阻害するため、DAの再取り込みも阻害し、細胞外の遊離DAの濃度が高まるとされる。
抗うつ薬中断症候群も他のSSRIやSNRIに比べて軽いという。

### 併存疾患に対しての効果
うつ病患者には、大うつ病エピソード以外にも付随する症状を伴っている場合が多い。特に、慢性疼痛や血管運動症状などがあり、それに付随する形でうつ病患者では非ステロイド性抗炎症薬の使用量が多くなる傾向にある。
線維筋痛症などの慢性疼痛や血管運動症状のように5-HTとNA再取り込み阻害作用が適度なバランスである必要がある疾患に対し、
| 試料：           | ヒト トランスポーター | ヒト トランスポーター | ヒト トランスポーター | ヒト トランスポーター |
|                  | 5-HT                  | NA                    | DA                    | NA/5-HT ratio         |
| ---------------- | --------------------- | --------------------- | --------------------- | --------------------- |
| デュロキセチン   | 0.8±0.01              | 7.5±0.3               | 240±23                | 9.4                   |
| ベンラファキシン | 82±3                  | 2483±43               | 7647±793              | 30.3                  |
| ミルナシプラン   | 123±11                | 200±2                 | >10000                | 1.6                   |

上記の表のように、デュロキセチンは5-HT再取り込み阻害とNA再取り込み阻害が約10対1と理想的なバランスであり、米国や欧州では慢性疼痛を含めて様々な症状に応用がされている。

## 使用上の注意
本剤の意識消失発作の発症頻度は0.27%と低い。日本における発売後8ヵ月間で多剤投与中の追加投与で2例の意識消失発作を起こしたという報告がある。1例目は手足を動かしていたことから痙攣発作である可能性が高く、2例目も発作時の脈拍、血圧が正常であったために痙攣発作である可能性が高い。また、2例ともにデュロキセチンの投与の中止によって、発作は起こらなくなった。
一般的に抗うつ薬は発作の閾値を下げうるので、抗うつ薬の多剤投与を行っている患者には特に注意を要す。
尿貯留の副作用のため、アメリカ食品医薬品局 (FDA) は、尿疾患には禁止している。

### 禁忌
- 本剤に対し過敏症の既往歴がある患者
- モノアミン酸化酵素(MAO)阻害剤の投与中あるいは投与中止後2週間以内の患者 相互作用を参照。
- 高度の肝機能障害、腎機能障害がある患者

### 慎重投与
主なもののみ記述する
- 前立腺肥大症等排尿困難のある患者
- 高血圧または心疾患のある患者
- 緑内障または眼内圧亢進のある患者

これらはノルアドレナリンの再取り込み阻害作用により、相対的に交感神経が優位になる偽抗コリン作用により引き起こされるが、デュロキセチンはムスカリン性アセチルコリン受容体に対する親和性はほとんどなく、直接的な抗コリン作用より軽度である。

## 薬物動態
デュロキセチンは主にCYP1A2とCYP2D6で代謝され、各酸化的代謝にはCYP1A2が中程度に親和性を示し、特に5-hydroxy体と4-hydroxy体の酸化的代謝にはCYP2D6が強く親和性を示す。主要代謝物の活性価は低く、臨床では問題にならず、抗うつ作用を発現させるのはデュロキセチンの未変化体であることが示唆される。
デュロキセチンは中程度にCYP2D6を阻害するが、CYP2D6を誘導する薬物は知られていない。また、CYP1A2の阻害能は最小限であり、誘導をすることもないとされる。
このことから、シトクロムP450に関与しないミルナシプランには劣るが、デュロキセチンの薬物相互作用は比較的少ないとされる。しかし、デュロキセチンは軽いCYP2D6阻害薬であり、強力なCYP2D6阻害薬のパロキセチンや高用量(100mg〜)でCYP2D6を阻害するセルトラリン、強力なCYP1A2阻害薬のフルボキサミンとの併用で最大血中濃度とAUCの上昇が見られたため、それらの阻害薬との併用には注意すべきである。

### 併用禁忌
- モノアミン酸化酵素(MAO)阻害剤

モノアミンの代謝が阻害されることにより、脳内のモノアミン濃度が高まった上でのモノアミン再取り込み阻害により、昏睡や全身痙攣などの症状が現れるおそれがある。

### 併用注意
主なもののみ記述する。
- ブチロフェノン系抗精神病薬のピモジド（オーラップ）

併用により、ピモジドの酸化的代謝が阻害されて血中薬物濃度とAUCが上昇した結果、心電図でQT延長をきたす可能性がある。

## 副作用
- 胃腸障害（悪心、便秘、下痢）、頭痛、めまい、傾眠、口渇、勃起不全

### 重大な副作用
- セロトニン症候群
- 悪性症候群(NMS)
- 抗利尿ホルモン不適合分泌症候群(SIADH)
- 皮膚粘膜眼症候群（Stevens-Johnson 症候群）
- 痙攣、幻覚
- 尿閉